# Bansalan
Bansalan (Bayan ng Bansalan) är en kommun i Filippinerna. Kommunen ligger på ön Mindanao, och tillhör provinsen Davao del Sur. Folkmängden uppgår till 51 781 invånare.

## Barangayer
Bansalan är indelat i 25 barangayer.
| - Alegre - Alta Vista - Anonang - Bitaug - Bonifacio - Buenavista - Darapuay - Dolo - Eman - Kinuskusan - Libertad - Linawan - Mabuhay | - Mabunga - Managa - Marber - New Clarin (Miral) - Poblacion - Rizal - Santo Niño - Sibayan - Tinongtongan - Tubod - Union - Poblacion Dos |